# Leah Soibel

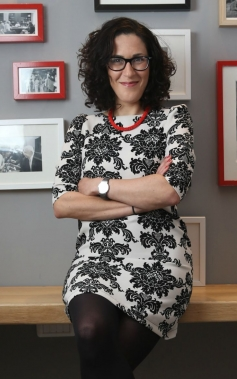
Leah Soibel, fundadora de Fuente Latina

Leah Soibel (San Luis, Missouri, 1977) es la fundadora y directora ejecutiva de Fuente Latina, una agencia de noticias sin fines de lucro con base en Israel dedicada a acercar la realidad israelí y del Medio Oriente a medios de comunicación de habla hispana y así influenciar la opinión pública de América Latina y España. Soibel, nacida en Estados Unidos de padres de origen argentino, es una de las operadoras políticas con mayor plataforma en medios de habla hispana en relación con la actualidad y el contexto en la región del Medio Oriente.

## Trayectoria profesional
Leah Soibel fundó su proyecto de Fuente Latina en diciembre de 2012 después de trabajar durante siete años en The Israel Project, los dos últimos como directora del Programa de Medios Españoles. Con anterioridad, trabajó para los servicios de Inteligencia. Dentro del ámbito académico, Leah es adjunta del Programa de Educación en Seguridad Nacional de los Estados Unidos. Posee un diploma en lengua árabe, otorgado por el prestigioso Instituto de Lengua Árabe de la  Universidad Americana en El Cairo. Asimismo, tiene una licenciatura en Historia del Medio Oriente por el Dickinson College, una maestría en Estudios de Política de Seguridad de la Universidad George Washington, y ha realizado cursos de doctorado en ciencias políticas en la Universidad Hebrea de Jerusalén. Leah habla inglés, español, hebreo y árabe, y lee portugués y persa.
Soibel puso en marcha Fuente Latina en respuesta a una creciente demanda de los medios latinos de un mayor acceso a la información en español sobre Israel y Oriente Medio. Leah ha creado la única organización israelí que se dedica de forma proactiva a la propaganda para los medios latinos, dentro de Israel y en el mundo, en su propio idioma y en tiempo real.
Es colaboradora activa de medios de comunicación en español como Infobae, El Nuevo Herald, Univisión,  El Diario de Nueva York y  La Opinión de Los Ángeles, entre otras cabeceras.